# اکرهاگن
اکرهاگن (به لاتین: Akkerhaugen) یک سکونتگاه مسکونی در نروژ است که در Sauherad واقع شده‌است.

## خصوصیات
اکرهاگن ۰٫۵۸ کیلومترمربع مساحت و ۳۶۹ نفر جمعیت دارد.